# Noutou
Nonn est un village de la Région du Littoral du Cameroun, situé dans la commune de Ndom. 

## Population et développement
En 1967, la population de Noutou était de 84 habitants, essentiellement des Babimbi du peuple Bassa. La population de Noutou était de 33 habitants dont 14 hommes et 19 femmes, lors du recensement de 2005.  